# Dropped Pianos
Dropped Pianos es un EP de Tim Hecker, lanzado el 10 de octubre de 2011 por Kranky. Fue grabado a principios de 2010 en Montreal y Banff, Canadá, antes de su álbum complementario, Ravedeath, 1972.
El EP se describe como una «inversión» de Ravedeath, lanzado anteriormente en 2011. Su tono es «más duro y frío» que el de su predecesor, considerado «íntimo», mientras que Ravedeath se describe como «grandioso».

## Listado de pistas
Todas las canciones escritas y compuestas por Tim Hecker.
1. «Sketch 1» - 7:09
2. «Sketch 2» - 3:57
3. «Sketch 3» - 1:20
4. «Sketch 4» - 2:56
5. «Sketch 5» - 4:58
6. «Sketch 6» - 1:24
7. «Sketch 7» - 3:26
8. «Sketch 8» - 1:43
9. «Sketch 9» - 5:32

## Personal
Músicos
- Tim Hecker - escritura, grabación y producción

Otro personal
- Steve Bates - asistente de grabación
- Mell Dettmer – masterización
- Radwan Moumneh - asistente de grabación
- David Nakamoto - portada del álbum